# Natascha Honegger
Natascha Honegger (* 27. September 1997 in Uster) ist eine schweizerisch-brasilianische Fussballtorhüterin.

## Karriere

### Verein
In ihrer Jugend durchlief sie die Mannschaften des FC Zürich, verließ diese aber nach der U21 im Sommer 2016, um sich dem SC Derendingen anzuschließen. Nach einem halben Jahr hier ging es für sie aber schon weiter zum FC Luzern, bei welchem sie bis zum Sommer des Jahres 2019 spielte. Dann schloss sie sich in Frankreich dem Paris FC an, bei dem sie weiter gut zwei Jahre ein Teil der Mannschaft war.
Im Mai 2021 verließ sie dann erstmals Europa, um nun in ihrem zweiten Heimatland Brasilien Fuß zu fassen. Dort ging es für sie in den Kader von Corinthians São Paulo. Bei diesem stand sie aber über den restlichen Saisonverlauf nur zwei Mal im Tor und wurde dann ab Anfang 2022 erst einmal an Flamengo verliehen. Hier kam sie immerhin auf sieben Einsätze in der laufenden Saison.
So verließ sie im Februar 2023 dann Brasilien wieder und ist seitdem zurück in der Schweiz beim FC Basel unter Vertrag.

### Nationalmannschaft
Mit der schweizerischen U19-Mannschaft war sie im Jahr 2014 in der Qualifikation für die U19-EM aktiv, indem sie bei dem Sieg über Bulgarien am 15. September in der Startelf stand. Am Ende gelang ihr mit ihrer Mannschaft dann auch die Qualifikation für die Europameisterschaft 2016, wo ihre Mannschaft am Ende das Halbfinale erreichte.
Für weitere U-Mannschaften kam sie dann nicht mehr zum Einsatz und auch für die A-Nationalmannschaft wurde sie nicht berufen. So kam es dann im März 2020, dass sie mit beim diesjährigen Tournoi de France dabei war und hier zur zweiten Halbzeit beim 0:0 gegen die Niederlande für Aline Villares Reis eingewechselt wurde. Danach gehörte sie auch mit zum Kader der Mannschaft bei der Copa América 2022, kam hier hinter Lorena aber nicht in einer Partie zum Einsatz.
Im Finale gewann Brasilien mit einem 1:0-Sieg über Kolumbien schließlich den Titel des Südamerikameisters. Dies qualifizierte ihre Mannschaft dann zugleich noch für die Weltmeisterschaft 2023.

## Erfolge
- CONMEBOL Copa Libertadores: 2021
- Brasilianische Meisterschaft: 2021, 2022
- Staatsmeisterschaft von São Paulo: 2021